# Фоменко Світлана Валеріївна
Світлана Валеріївна Фоменко (нар. 19 листопада 1976, м. Київ, Україна) — українська громадсько-політична діячка, виконувач обов'язків міністра культури, молоді та спорту (з 10 березня по 5 червня 2020).

## Життєпис
Світлана Фоменко народилася 19 листопада 1976 року в місті Київ, Україна.
Закінчила Київський університет імені Тараса Шевченка, спеціальність — «Романо-германські мови та література», Національну академію державного управління при Президентові України (2011, спеціальність — «Публічне адміністрування», спеціалізація «Європейська співпраця»).

### Громадсько-політична діяльність
У 2004—2006 роках радниця генерального директора Генеральної дирекції Київської міської ради з обслуговування іноземних представництв (ГДІП).
З березня 2007 року — головна спеціалістка, з 2008 року — начальниця відділу міжнародного співробітництва та європейської інтеграції Управління міжнародних зв’язків апарату ВО КМР (КМДА).
З 2013 року — начальниця Управління міжнародного співробітництва Міністерства культури України.
У серпні-грудні 2014 року — заступниуя Міністра культури України з питань європейської інтеграції.
З 2015 року — помічниця-консультантув народного депутата України Віктора Єленського, заступника голови Комітету ВРУ з питань культури і духовності.
З квітня 2016 року — Перша заступниця Міністра культури України.
З січня 2020 року — заступниця Міністра культури, молоді та спорту України з питань європейської інтеграції.
З 10 березня 2020 року — тимчасово виконувач обов'язків міністра культури, молоді та спорту України. З 5 червня 2020 року заступниця міністра культури та інформаційної політики.

## Родина
Одружена, має доньку.

## Критика
У 2015 році пресслужба НАЗК повідомила, що виявила ознаки кримінального правопорушення в декларації Фоменко. Зокрема, йшлося про те, що у виправленій декларації за 2015 рік вона вказала недостовірні відомості про отриманий чоловіком дохід у вигляді заробітної плати. Крім того, не задекларувала автомобіль, машиномісце та не зазначила відомості про корпоративні права, що належать чоловіку на праві власності, а також отриманий ним дохід від надання майна в оренду.